# Barthélemy de Theux de Meylandt
Pour les articles homonymes, voir Theux (homonymie).
Le Chevalier Barthélemy-Théodore comte de Theux de Meylandt, né au château de Schabroek à Saint-Trond le 26 février 1794 et mort à Heusden, au château de Meylandt le 21 août 1874, est un avocat et homme d'État belge de tendance catholique.
Descendant de la famille de Theux de Meylandt et Montjardin, il est fils du chevalier Joseph-Mathieu-Jacques et de Marie-Antoinette-Joseph de Wezeren. 

## Ses débuts
Quand Barthélemy de Theux de Meylandt obtient en 1816 son doctorat en droit à l'École de droit de Bruxelles, la Belgique est unie depuis un an aux Pays-Bas dans le royaume uni des Pays-Bas, dirigé par la maison d'Orange-Nassau, en la personne du protestant Guillaume Ier.

Il embrasse la profession d'avocat et se lie à la famille de Mérode en particulier à Félix, l'une des principales figures du « Parti catholique ». Avec lui, il prend part, à Liège et dans le Limbourg, à l'agitation politique qui se développe à partir de 1829 sous la forme du « mouvement des pétitions pour le redressement des injustices ».

## Rôle dans la révolution belge
Sa carrière ne commence cependant qu'avec le début de la révolution belge de 1830 et la proclamation de l'indépendance du pays en novembre 1830. Il est alors élu député de Hasselt au Congrès national.

### Député au Congrès national

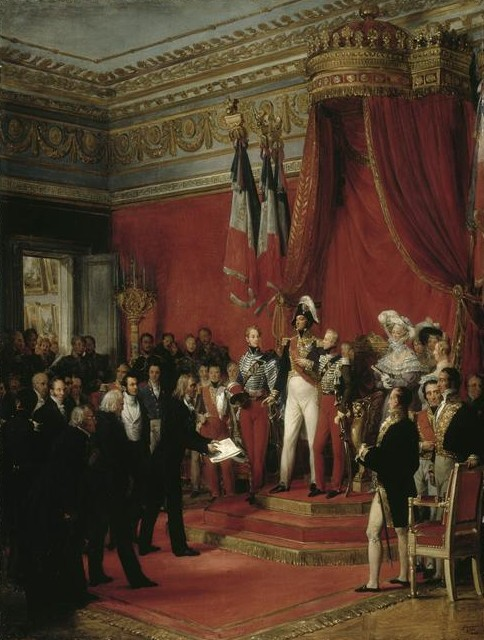
Louis-Philippe I^{er} refuse la couronne de Belgique offerte par le Congrès belge au duc de Nemours par Nicolas Gosse.

Il se fait vite remarquer par ses violentes prises de position contre la Maison d'Orange-Nassau, en faveur de l'adoption d'une monarchie constitutionnelle et du système bicaméral et aussi, fidèle en cela au programme 'catholique', de la totale indépendance du clergé par rapport à l'État et d'une plus grande liberté d'enseignement.
Une fois que le Congrès ait élaboré la Constitution belge, on doit élire un monarque. Ce choix est déterminant puisque, bien que la grande majorité des députés préfère un monarque français, un tel choix aurait fortement déplu au Royaume-Uni.
De telles tensions risquaient de mettre à mal le consensus international sur la création du nouveau royaume. Meylandt choisit donc de s'opposer à l'élection du duc de Nemours, deuxième fils de Louis-Philippe Ier, par le Congrès le 3 février 1831.
Le duc de Nemours refuse la couronne du fait de l'opposition britannique. En réponse au court moment d'incertitude qui s'ensuit, le Congrès réagit en élisant un régent le 24 février 1831. Les principaux candidats à cette élection sont le président de l'assemblée Érasme-Louis Surlet de Chokier, clairement pro-français, et Félix de Mérode, plus équilibré. Meylandt tout naturellement soutient la candidature de Félix de Mérode mais ce dernier est battu.

### L'élection de LéopoldIer
La position de Surlet de Chokier est toutefois destinée à buter contre l'intransigeance britannique. Ainsi Meylandt peut récupérer un rôle politique central en soutenant, à l'instar de Félix de Mérode, la candidature de Léopold de Saxe-Cobourg et Gotha qui est élu roi le 4 juin 1831. Il soutient également, le 9 juillet suivant, le vote du traité des XVIII articles négocié par le nouveau monarque.
La phase de création du nouveau royaume s'acheva alors et le Congrès est dissous. Des élections pour les deux nouvelles chambres devaient se tenir, mais le délicat processus constitutionnel est interrompu par Guillaume Ier. Le roi des Pays-Bas revenant sur sa décision initiale lance le 2 août une invasion connue comme la campagne des Dix-Jours. L'armée belge est vaincue mais les Néerlandais, déjà en route vers Bruxelles, s'arrêtent lorsque leur parvient la nouvelle de l'intervention d'un corps expéditionnaire français mené par le maréchal Gérard.

## Carrière politique

### Ministre de l'intérieur dans le gouvernement de Muelenaere
Meylandt devient ministre de l'Intérieur en 1831-1832 dans le gouvernement de Félix de Mûelenaere. Le roi fait ensuite appel à lui pour former un gouvernement, après que le gouvernement mené par Charles Rogier remet sa démission à la suite d'un désaccord entre Rogier et Évain.

### Chef de cabinet

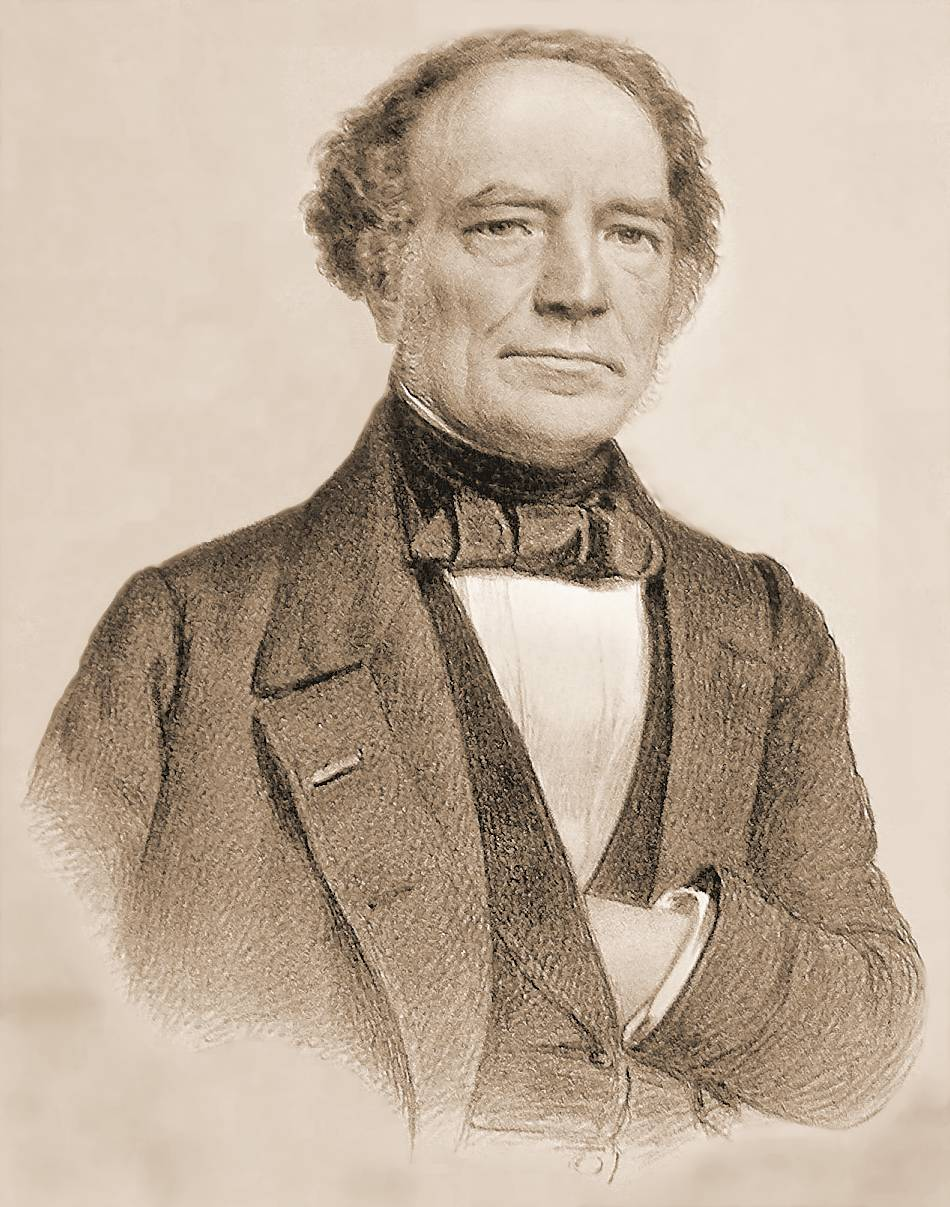
Lithographie de Barthélémy de Theux dans les années 1850.

Il forme donc un cabinet unioniste, avec Félix de Mûelenaere (catholique) aux Affaires étrangères, Édouard d'Huart aux Finances, Félix de Mérode restant ministre sans portefeuille. Lui-même se charge de l'Intérieur et fait aboutir les lois communale et provinciale, qui laissaient peu d'autonomie aux pouvoirs locaux (contrairement aux intentions de Rogier).
C'est en mars 1838 qu'on apprend que le traité des XXIV articles est ratifié par les Pays-Bas. Sylvain van de Weyer, ambassadeur à Londres, et Charles Le Hon, ambassadeur à Paris, confirment les mauvaises nouvelles. Le roi envoie alors Jules Van Praet, puis Étienne de Gerlache à Londres pour négocier, mais rien n'y fait : les puissances exigent de la Belgique qu'elle rende le Limbourg et le Luxembourg. Le comte de Theux finit par accepter cette réalité, mais son cabinet est divisé, certains ministres n'étant prêts à céder que sous une menace militaire. Ces derniers finissent par démissionner. Seule concession à la Belgique, la conférence de Londres accepte que la part de la Belgique dans la dette des Pays-Bas soit rabaissée à 5 400 millions de florins au lieu de 8 400 millions. Les ministres restant, de Theux, Nothomb et Willmar, défendent alors seuls devant les Chambres la ratification du traité des XXIV articles, ce qu'ils obtiennent finalement, par 58 voix contre 42. En avril 1840, le gouvernement est renversé par le Parlement.
En 1846, Meylandt reforme un nouveau gouvernement rassemblant catholiques et libéraux. Comme les libéraux refusent, il forme un gouvernement exclusivement composé de catholiques mais appliquant une politique unioniste. En 1847, ce gouvernement se retire.

## Dernières années

### À nouveau chef de gouvernement

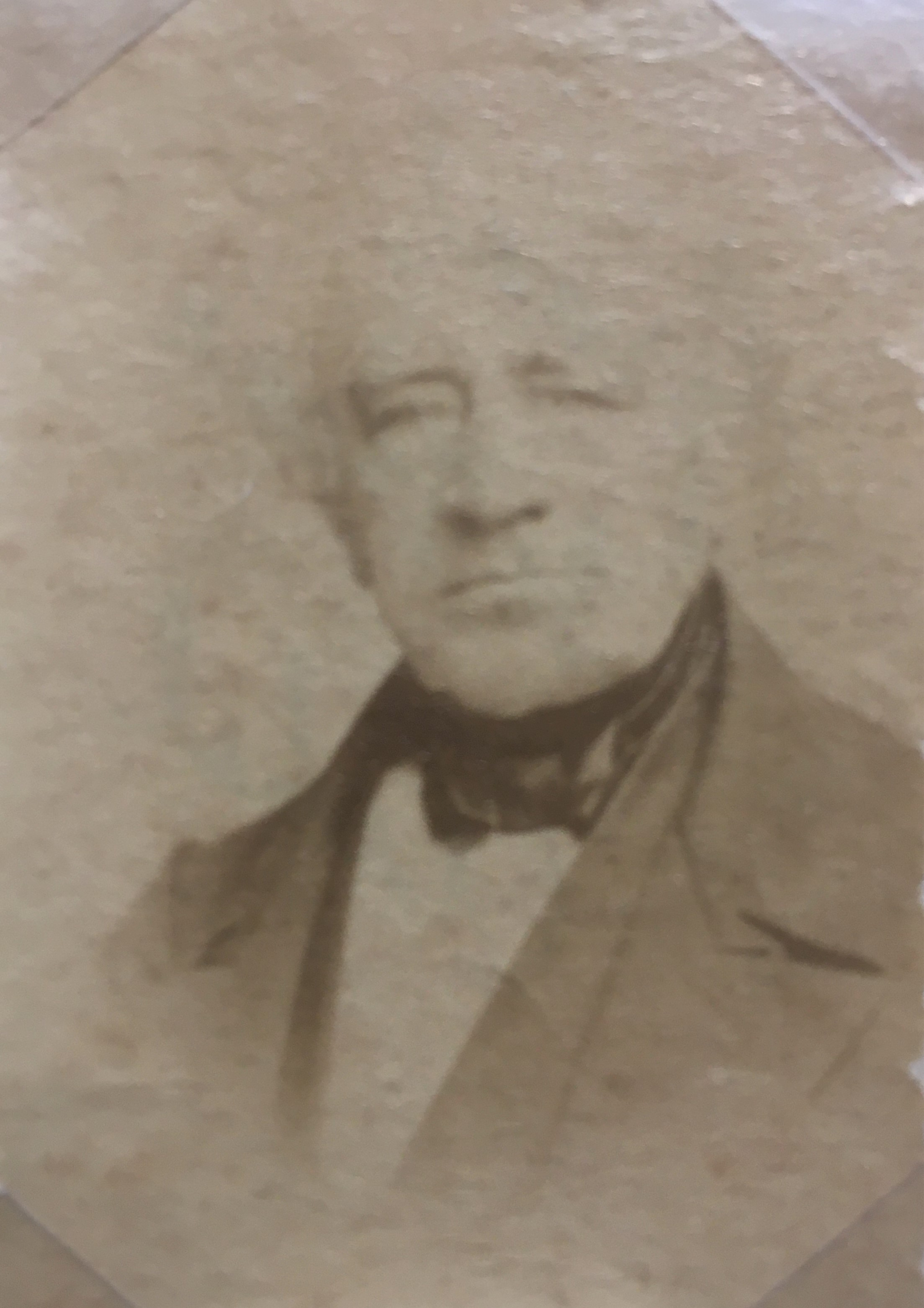
Photographie de Meylandt, vers la fin de sa vie.

À la suite de la démission du gouvernement d'Anethan, Meylandt est rappelé par le roi pour former un nouvel exécutif et redevient chef du cabinet ministériel même si Jules Malou en est le leader effectif. Après les élections législatives du 9 juin 1874, qu'il remporte, il est reconduit dans ses fonctions de chef du gouvernement, mais meurt peu de temps après, le 21 août 1874, au Château de Meylandt à Heusden-Zolder. Il fut remplacer à son poste de chef de cabinet par Jules Malou et une élection spéciale fut organisée le 27 septembre 1874 pour le remplacer à la chambre des représentants, et fut remportée par Henri de Pitteurs-Hiegaerts.

## Hommages et distinctions
Il a été nommé ministre d'État.

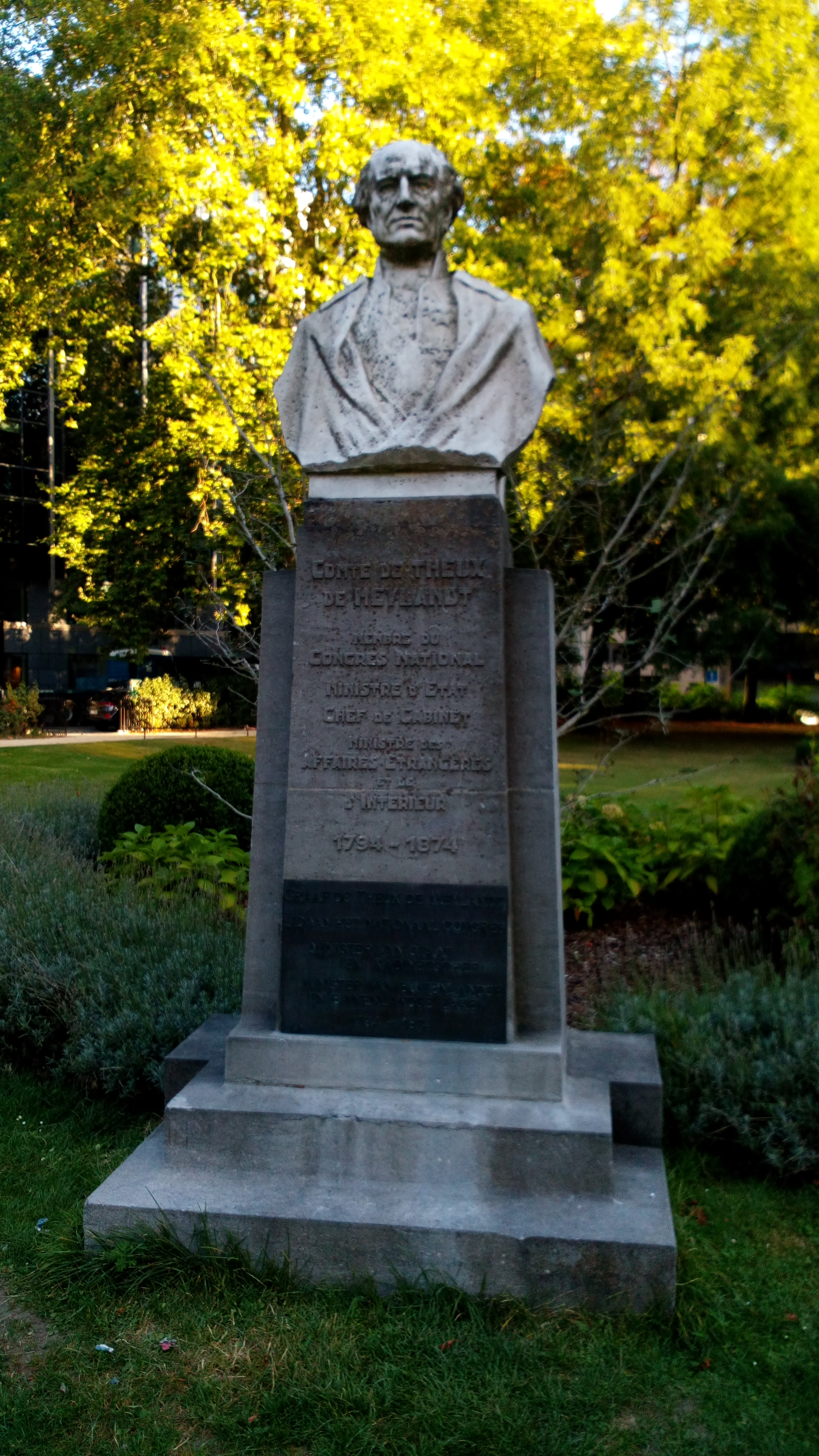
Buste de Barthélémy de Theux au square de Meeûs (Bruxelles).

Des lieux publics ont reçu son nom à Etterbeek, à Lasne et à Heusden-Zolder. Il a également son buste au square de Meeûs à Ixelles, œuvre de Edmond de Valeriola.
Il a reçu de nombreuses distinctions belges et étrangères dont : 
- Grand cordon de l'ordre de Léopold (la plus haute distinction belge).
- Croix de fer (Belgique).
- Grand officier de la Légion d'honneur (France).
- Grand cordon de l'ordre du Christ (Portugal).
- Grand cordon de l'ordre des Saints-Maurice-et-Lazare (Italie).